# Poa spiciformis
Poa spiciformis är en gräsart som först beskrevs av Ernst Gottlieb von Steudel, och fick sitt nu gällande namn av Lucien Leon Hauman och Parodi. Poa spiciformis ingår i släktet gröen, och familjen gräs. Inga underarter finns listade i Catalogue of Life.